# Mohamed Amrane
Pour les articles homonymes, voir Amrane.
Mohamed Amrane (en arabe : محمد عمران) est un footballeur algérien né le 27 janvier 1994 à Hadjout dans la wilaya de Tipaza. Il évolue au poste de défenseur central à la JS Saoura.

## Biographie

### En club
Il évolue en première division algérienne avec les clubs du CA Batna, du DRB Tadjenanet, du CA Bordj Bou Arreridj et de la JS Saoura.

### En équipe nationale
Mohamed Amrane reçoit une seule sélection en équipe d'Algérie des moins de 23 ans contre le Qatar (victoire 0-1) en amical. Il joue 90 minutes dans ce match.